# الدوري الهولندي الممتاز 1930–31
الدوري الهولندي الممتاز 1930–31 (بالهولندية: Nederlands landskampioenschap voetbal 1930/31)‏ هو الموسم 43 من الدوري الهولندي الممتاز. أشرف على تنظيمه الاتحاد الملكي الهولندي لكرة القدم، وكان عدد الأندية المشاركة فيه 50، وفاز فيه أياكس أمستردام.